# Krefelder Stadtwald

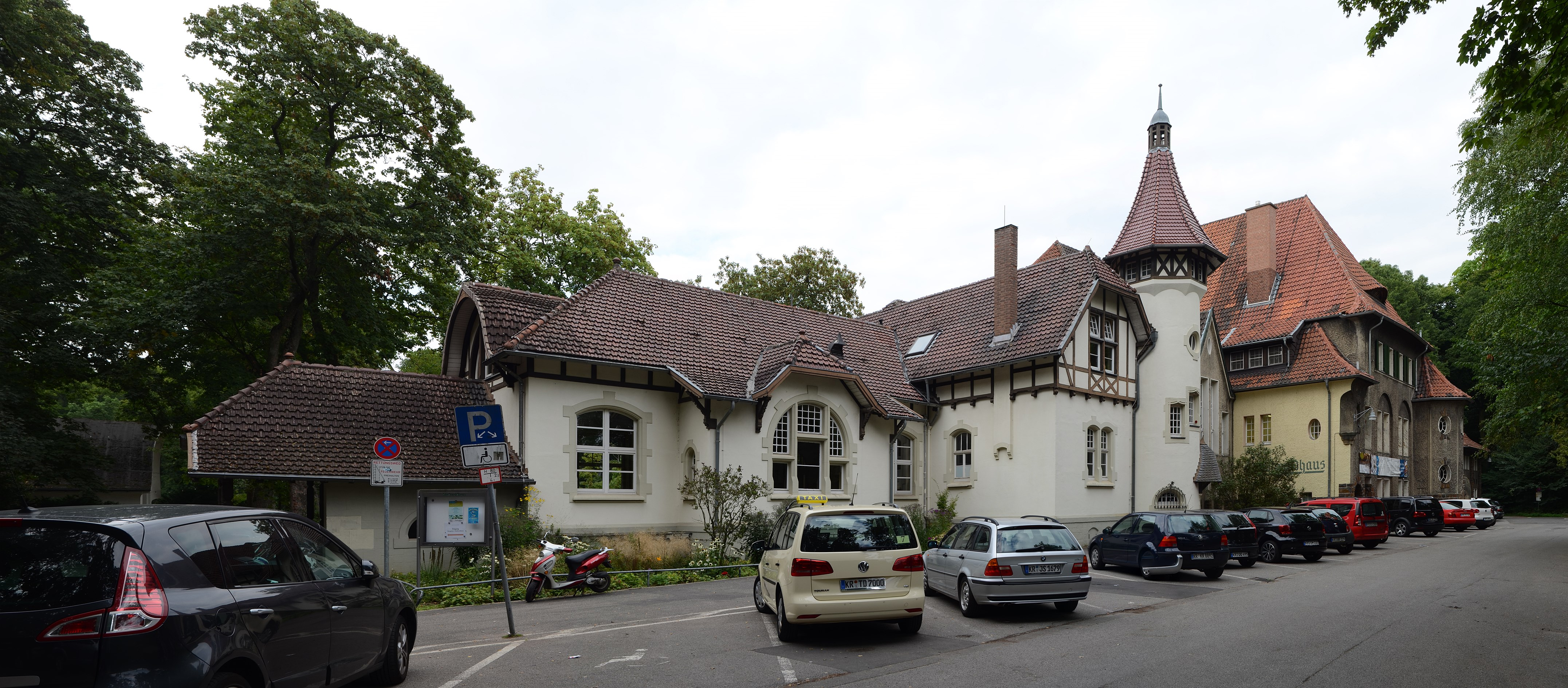
Denkmalgeschütztes Stadtwaldhaus (2013)

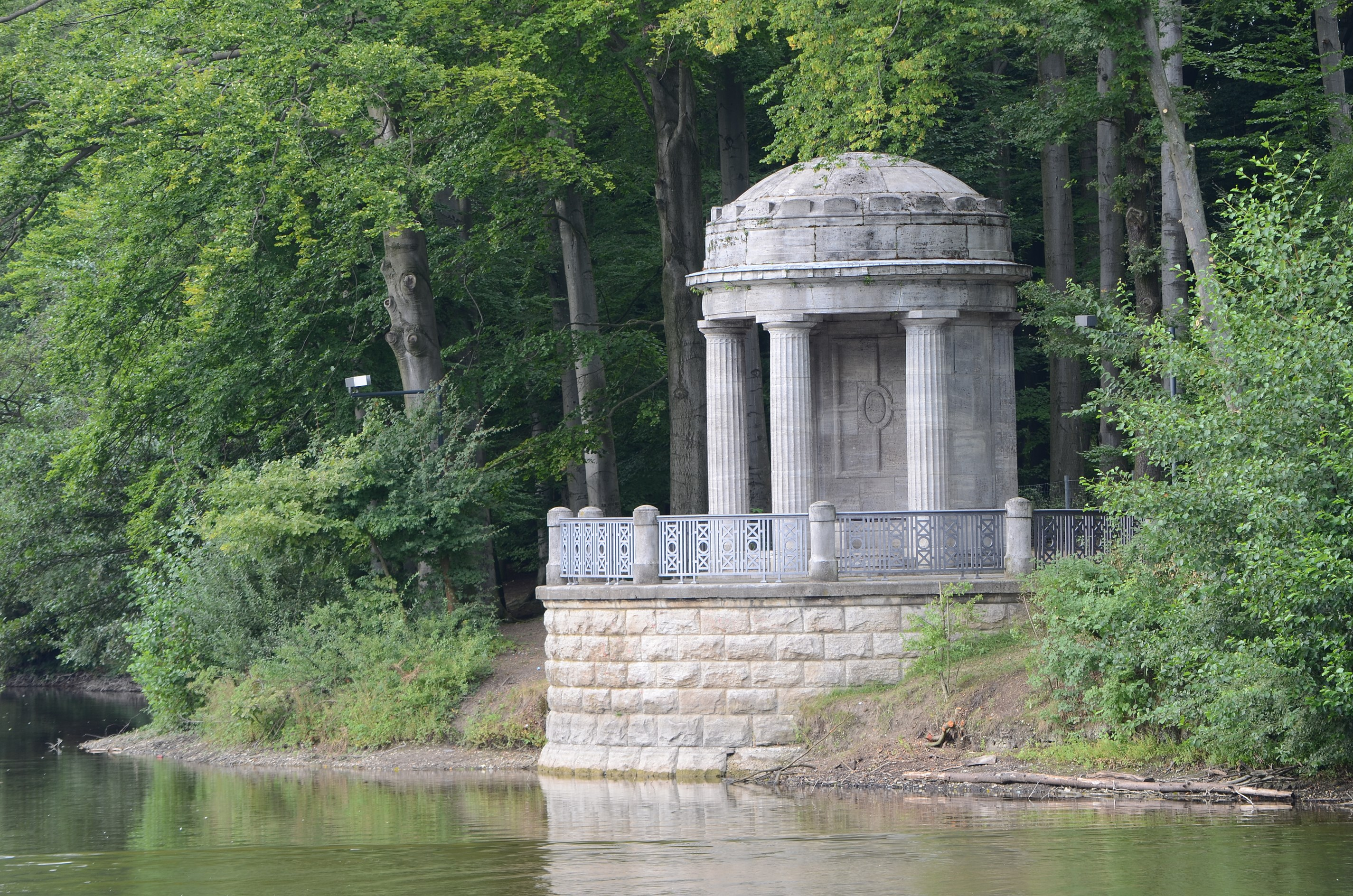
Deuß-Tempel (2013)

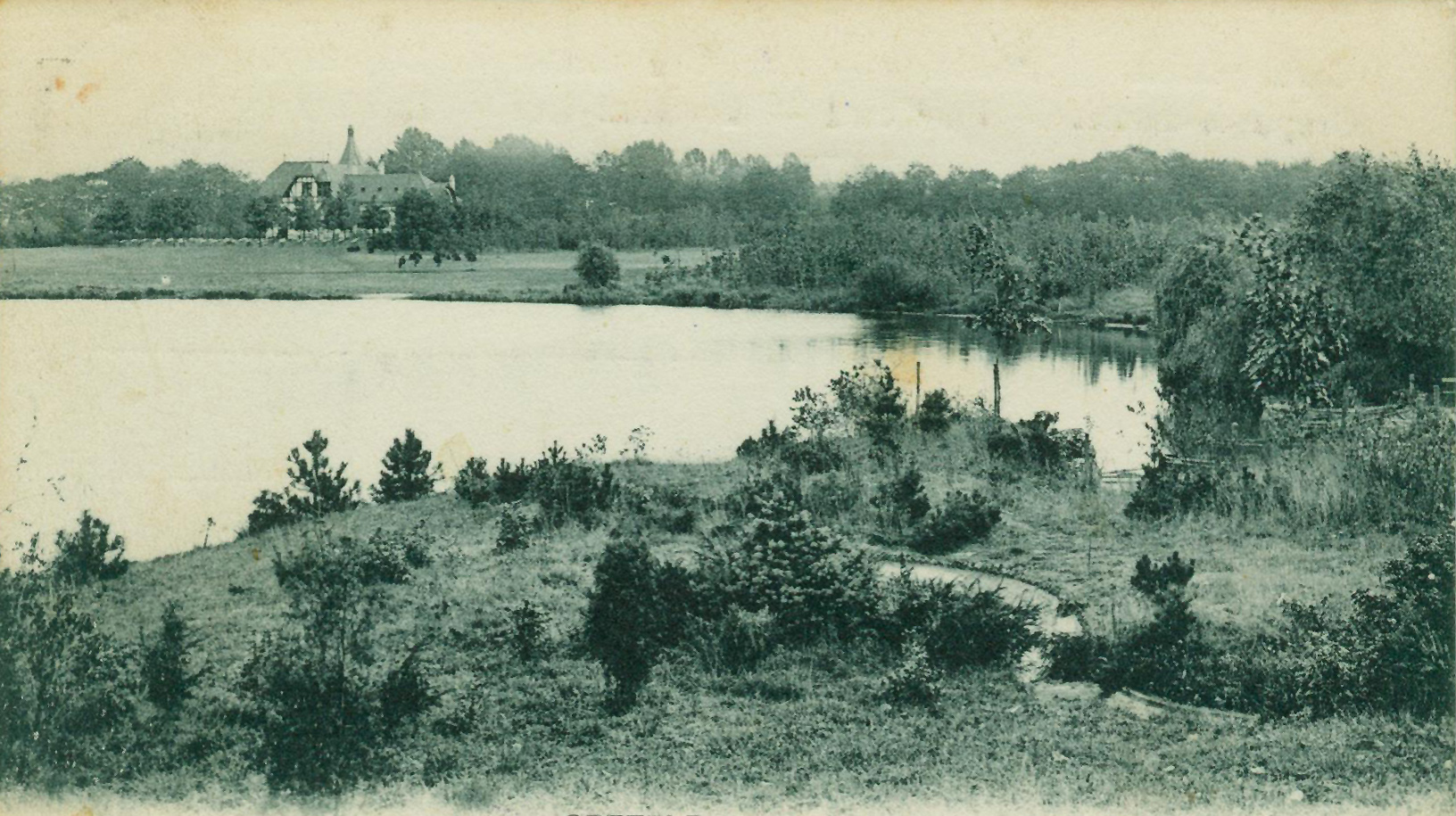
Stadtwald in Krefeld (um 1906)

Der Stadtwald ist ein Landschaftspark und kultiviertes Waldgebiet inmitten des Stadtgebietes von Krefeld. Er befindet sich im Stadtteil Bockum und umfasst eine Fläche von 120 ha. 
Im Krefelder Stadtwald befinden sich eine sehr große Wiese mit Fußballtoren, ein Kinderspielplatz, eine große, verzweigte Weiheranlage mit einem Tretbootverleih und Spazierwegen. Auf dem Parkgelände befinden sich außerdem mit der Krefelder Galopprennbahn eine der schönsten deutschen Galopprennbahnen, ein Golfplatz, ein Hockeyplatz sowie Tennisplätze. Das Stadtwaldhaus mit einem der größten Biergärten außerhalb Bayerns bietet Platz im Freien für etwa 3.000 Ausflügler. Der Landschaftspark wurde 2004/2005 als herausragender Park in die Straße der Gartenkunst zwischen Rhein und Maas aufgenommen.

## Geschichte
Zurückzuführen ist der Stadtwald auf den Krefelder Seidenbaron Wilhelm Deuß. Dieser gab das Gebiet des Stadtwaldes (damals lediglich 35 ha groß) 1897 als Schenkung an die Stadt Krefeld. Dazu spendete er der Stadt anlässlich seines 70. Geburtstages 20.000 Mark mit der Auflage, den Stadtwald auszubauen, aufzuforsten und als Erholungsgebiet für die Krefelder Bevölkerung auszubauen. Die Pläne, die Grundlage zur Entwicklung des Geländes im Stil des englischen Landschaftsgartens bildeten, stammen von dem Düsseldorfer Gartenarchitekten Fritz Rosorius. 1901 gab die Stadt die ersten Bereiche des Parks für die Bürger frei. 
1907 spendete Deuß der Stadt weitere 50.000 Mark zum Rückkauf von umgebenden Erweiterungsflächen. In einem kleinen Tempel am Stadtwaldweiher (Deuß-Tempel) gegenüber dem Stadtwaldhaus erinnert eine Plakette an diese gute Tat. Zudem wurde zum Gedenken an diese Geste die Abschlussstraße am nördlichen Stadtwald „Deußstraße“ benannt.
Ab 1901 konnten sich die Krefelder und andere Ausflügler in das Erholungsgebiet in einer kleinen Waldschänke erfrischen und stärken. Die Eröffnung des Kurhaus und Restaurant am 8. Juli 1902 feierten auch der damalige Bürgermeister der Stadt Ernst Küper und Wilhelm Deuß. Bis 1911 war die Waldschänke ausgebaut worden in das heutige Stadtwaldhaus im Jugendstil. Ein Musikpavillon ergänzte den Biergarten. Das „Kurhaus und Restaurant“ blieb erhalten und grenzte direkt an das Stadtwaldhaus. 
Im Zweiten Weltkrieg zweckentfremdete die Wehrmacht das Stadtwaldhaus und nutzte es als provisorische Kaserne. Nachdem am 3. März 1945 amerikanische Soldaten Krefeld erobert hatten, zogen wenig später britische Soldaten ein. Das Jugendstilgebäude erinnerte sie wohl an englische Adelssitze.
1958 gab es unter Verantwortlichen der Stadt Überlegungen, das Stadtwaldhaus umzugestalten. Überraschend beabsichtigten sie ab 1959 plötzlich, einen Neubau an der Stelle zu errichten. Am Weiher sollte die neue Stadthalle stehen. Befürworter und Gegner des Vorhabens hielten sich lange die Waage. Als die Planung für den Bau abgeschlossen war, setzten sich die Bürger jedoch für den Erhalt des ursprünglichen Objektes ein. Fachleute bestätigten die „grundsolide Bausubstanz und Funktionalität“ des Stadtwaldhauses, sodass der Stadtrat letztlich gegen den Neubau stimmte. Das Stadtwaldhaus wurde jedoch modernisiert und die offenen Arkadenterrassen in den Saalbetrieb einbezogen.

## Veranstaltungen
Seit 1996 treffen sich im Krefelder Stadtwald Sportbegeisterte jährlich beim Krefelder Pfingstlauf zum Laufen, Walking und Handbiken, wobei das Startgeld der Aktion Behindertengerechte Spielplätze zufließt.